# Evangelische Landeskirche in Baden
Die Evangelische Landeskirche in Baden ist eine von 20 Gliedkirchen (Landeskirchen) der Evangelischen Kirche in Deutschland (EKD) und Mitglied der Konferenz der Kirchen am Rhein. Wie alle Landeskirchen ist sie eine Körperschaft des öffentlichen Rechts. Sie hat ihren Sitz in Karlsruhe.
Die Kirche hat 1.004.394 Gemeindeglieder (Stand: Dezember 2023) in rund 458 Kirchengemeinden und ist eine der unierten Kirchen innerhalb der EKD. Konkret ist die Evangelische Landeskirche in Baden eine Bekenntnisunion.
Hauptkirche der Evangelischen Landeskirche in Baden ist die Evangelische Stadtkirche Karlsruhe. Weitere bedeutende Kirchen sind die Heiliggeistkirche in Heidelberg und die Schlosskirche St. Michael in Pforzheim. Die Landeskirche unterhält eine Evangelische Akademie in Bad Herrenalb und ist der Träger der Evangelischen Fachhochschule in Freiburg (EFH Freiburg). Darüber hinaus besteht eine besondere Beziehung der Landeskirche zum Sozialen Arbeitskreis in Lörrach.
Die Landeskirche ist nicht zu verwechseln mit der Evangelisch-Lutherischen Kirche in Baden, welche eine lutherische Freikirche ebenfalls mit Sitz in Karlsruhe ist.

## Gebiet der Landeskirche
Das Gebiet der „Evangelischen Landeskirche in Baden“ umfasst im Wesentlichen das ehemalige Land Baden, das bis 1945 bestand und seit 1952 zusammen mit dem ehemaligen Land Württemberg sowie den ehemals preußischen Hohenzollernschen Landen das Land Baden-Württemberg bildet. In den Folgejahren gab es mit der benachbarten Evangelischen Landeskirche in Württemberg geringfügige Grenzveränderungen. Seit der Kreisreform zum 1. Januar 1973 ist das Kirchengebiet nicht mehr deckungsgleich mit den badischen Regierungsbezirken Karlsruhe und Freiburg.

## Geschichte

### Vorgeschichte bis 1817
Im Jahre 1556 führte der Markgraf von Baden-Durlach in seiner Markgrafschaft die Reformation im Sinne Martin Luthers ein. Das Stafforter Buch, das 1599 in der Druckerei des Stafforter Schlosses gedruckt wurde, wird als Versuch des Markgrafen Ernst Friedrich von Baden-Durlach angesehen, die lutherische mit der calvinistischen Lehre zu versöhnen. Unter seinem Nachfolger Georg Friedrich von Baden-Durlach wurde die alte lutherische Kirchenordnung von 1556 wieder voll in Kraft gesetzt.
Der jeweilige Markgraf, später der Großherzog von Baden war auch Oberhaupt der Landeskirche als „summus episcopus“, der jeweilige Herrscher vereinigte also die weltliche und die kirchliche Macht. Die bisherigen katholischen Bischöfe hatten keine Rechte mehr. Die benachbarte Markgrafschaft Baden-Baden führte zunächst ebenfalls die Reformation ein, hatte im Laufe der Geschichte mehrere Glaubenswechsel, blieb aber seit 1622 katholisch. 1771 wurden beide Linien unter Herrschaft von Baden-Durlach (wieder) vereinigt und künftig unter der Bezeichnung Markgrafschaft Baden geführt.
Mit der Markgrafschaft Baden wuchs auch das Gebiet der Badischen Landeskirche entsprechend an. 1803 wurde Baden Kurfürstentum und 1806 Großherzogtum und erreichte kurze Zeit später seine größte Ausdehnung, die bis 1945 Bestand hatte. Zum neuen Staatsgebiet kamen viele lutherische Gemeinden vom benachbarten Württemberg, aber auch reformierte Gemeinden – rechtsrheinische Gebiete der Kurpfalz – sowie katholische Gemeinden – vor allem aus Südbaden (Raum Freiburg). Der Großherzog war damit ab 1806 Oberhaupt von zwei protestantischen Kirchen, einer lutherischen Kirche (die alte Markgrafschaft Baden umfassend) und einer reformierten Kirche (vor allem die hinzugewonnenen Gebiete der Kurpfalz umfassend). Der Kurfürst und spätere Großherzog Karl Friedrich und sein Geheimer Hofrat Johann Nicolaus Friedrich Brauer bereiteten schon 1803 die Vereinigung der protestantischen Kirchen vor.

### Vereinigte Landeskirche ab 1817

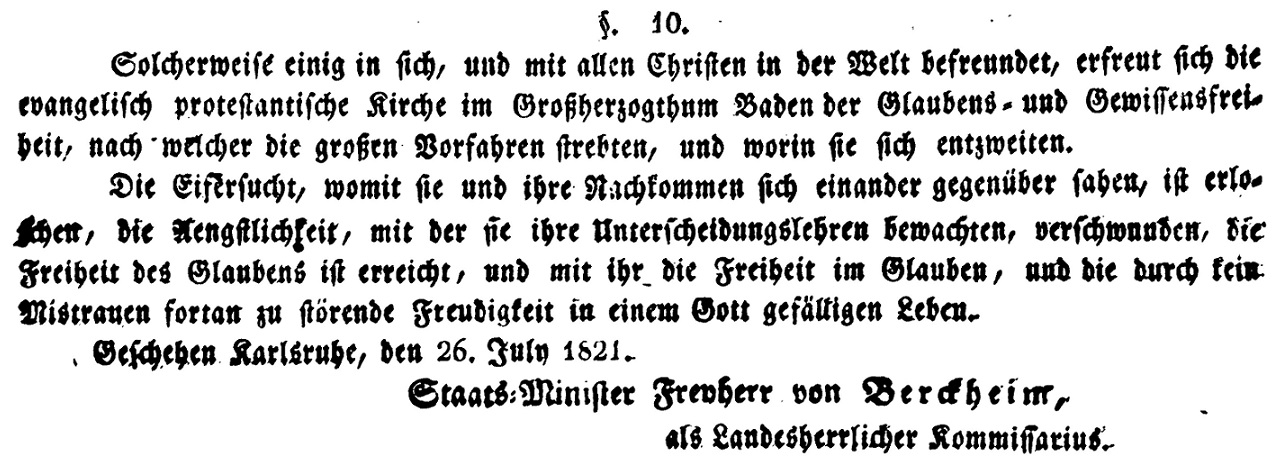
Schlussworte der badischen Unionsurkunde, 26. Juli 1821

Von Seiten der Gemeinden wurde daher spätestens ab 1817 angeregt, beide Kirchen zu vereinigen. Diesem Wunsch wurde Rechnung getragen und 1821 erfolgte die Vereinigung beider Landeskirchen zur Vereinigten Evangelisch-protestantischen Kirche im Großherzogtum Baden. Die Unionssynode zur Vereinigung beider Landeskirchen in der evangelischen Stadtkirche in Karlsruhe begann am 2. Juli 1821 und endete am 26. Juli 1821 mit der Unterschrift aller Synodalen unter die Unionsurkunde. Die Union wurde vollzogen bei den Gottesdiensten in allen evangelischen Kirchen Badens am Reformationstag, 28. Oktober 1821. Die Vereinigung war damit nach der Evangelischen Kirche in Preußen von 1817 und der Vereinigten protestantisch-evangelisch-christlichen Kirche der Pfalz (Pfälzische Landeskirche) eine der ersten unierten Landeskirchen Deutschlands (Unierte Kirche) und nach der Pfalz wohl die zweite Kirche, in der eine Bekenntnisunion durchgeführt wurde. In Preußen wurden beide Kirchen nur verwaltungsmäßig vereinigt; die einzelnen Gemeinden blieben meist ihrer bisherigen Tradition (lutherisch oder reformiert) treu, nur wenige wurden unierte Gemeinden.
Die Vereinigte Landeskirche in Baden erhielt einen Prälaten als „geistlichen“ Leiter der Landeskirche und einen „weltlichen“ Leiter, den „Direktor des Evangelischen Oberkirchenrats“. Am 5. September 1861 wurde die Verfassung geändert; danach erhielt der Direktor des Evangelischen Oberkirchenrats den Titel „Präsident des Evangelischen Oberkirchenrats“.
Am Ende des Ersten Weltkriegs musste der Großherzog von Baden abdanken (Wegfall des Landesherrlichen Kirchenregiments). Die Landeskirche verabschiedete daher am 24. Dezember 1919 eine neue Verfassung (in Kraft seit 4. April 1920), wonach der Prälat und der Präsident des Evangelischen Oberkirchenrats künftig die Kirche leiteten. Die Landeskirche gab sich dabei den geänderten Namen Vereinigte Evangelisch-protestantische Landeskirche Badens. Durch ein neues Gesetz vom 1. Juni 1933 wurde das Amt des Präsidenten und des Prälaten abgeschafft. Beide Funktionen übernahm künftig der Landesbischof. 1945 wurde wieder ein Prälatenamt eingeführt. Dies ist aber nicht zu verwechseln mit dem Amt des Prälaten bis 1933, da die Prälaten seit 1945 lediglich beratende, keine leitende Funktion mehr haben.

## Bekenntnis
Als evangelische Kirche betrachtet die Badische Landeskirche ausweislich Abs. 2 des Vorspruches zu ihrer Grundordnung das in der Bibel bezeugte Wort Gottes als „alleinige Quelle und oberste Richtschnur ihres Glaubens, ihrer Lehre und ihres Lebens“ (sola scriptura) und lehrt, dass „das Heil allein aus Gnaden, allein im Glauben an Jesus Christus“ empfangen werde (sola gratia, sola fide). Sie bezeugt ihren Glauben im Gottesdienst mit dem Apostolischen Glaubensbekenntnis. Daneben bezieht sie sich auch auf das Bekenntnis von Nicäa und das athanasische Glaubensbekenntnis (Abs. 3).
Die Landeskirche „anerkennt […] namentlich und ausdrücklich das Augsburger Bekenntnis als das gemeinsame Grundbekenntnis der Kirchen der Reformation“ (Abs. 4). Als unierte Kirche anerkennt sie sowohl den (reformierten) Heidelberger Katechismus als auch den Kleinen Katechismus Luthers, wobei die differierenden Katechismusstücke zur Sakramentenauffassung durch die Unionsurkunde von 1821 als aufgehoben gelten.
Dort wird unter § 5 („Lehre“) festgestellt, dass sich zwischen reformierter und lutherischer Lehre – abgesehen vom Abendmahlsstreit – kein trennender Unterschied finde. Diese Frage wird anschließend in acht Katechismusstücken für die Badische Landeskirche beantwortet, „ohne jedoch damit in Hinsicht der besonderen Vorstellungen darin die Gewissen binden zu wollen“. So wird etwa (Frage 1) das Sakrament definiert als „eine heilige und kirchliche Handlung, gestiftet von unserm Herrn und Heiland Jesus Christus, in welcher uns unter sichtbaren Zeichen unsichtbare Gnaden und Güter dargestellt und gegeben werden“. Seit 2001 sind alle Getauften, also auch Kinder, nach entsprechender Vorbereitung zum Abendmahl zugelassen.
Die Evangelische Landeskirche „bejaht die Theologische Erklärung von Barmen als Schriftgemäße Bezeugung des Evangeliums gegenüber Irrlehren und Eingriffen totalitärer Gewalt“ (Abs. 5).

## Amtstracht

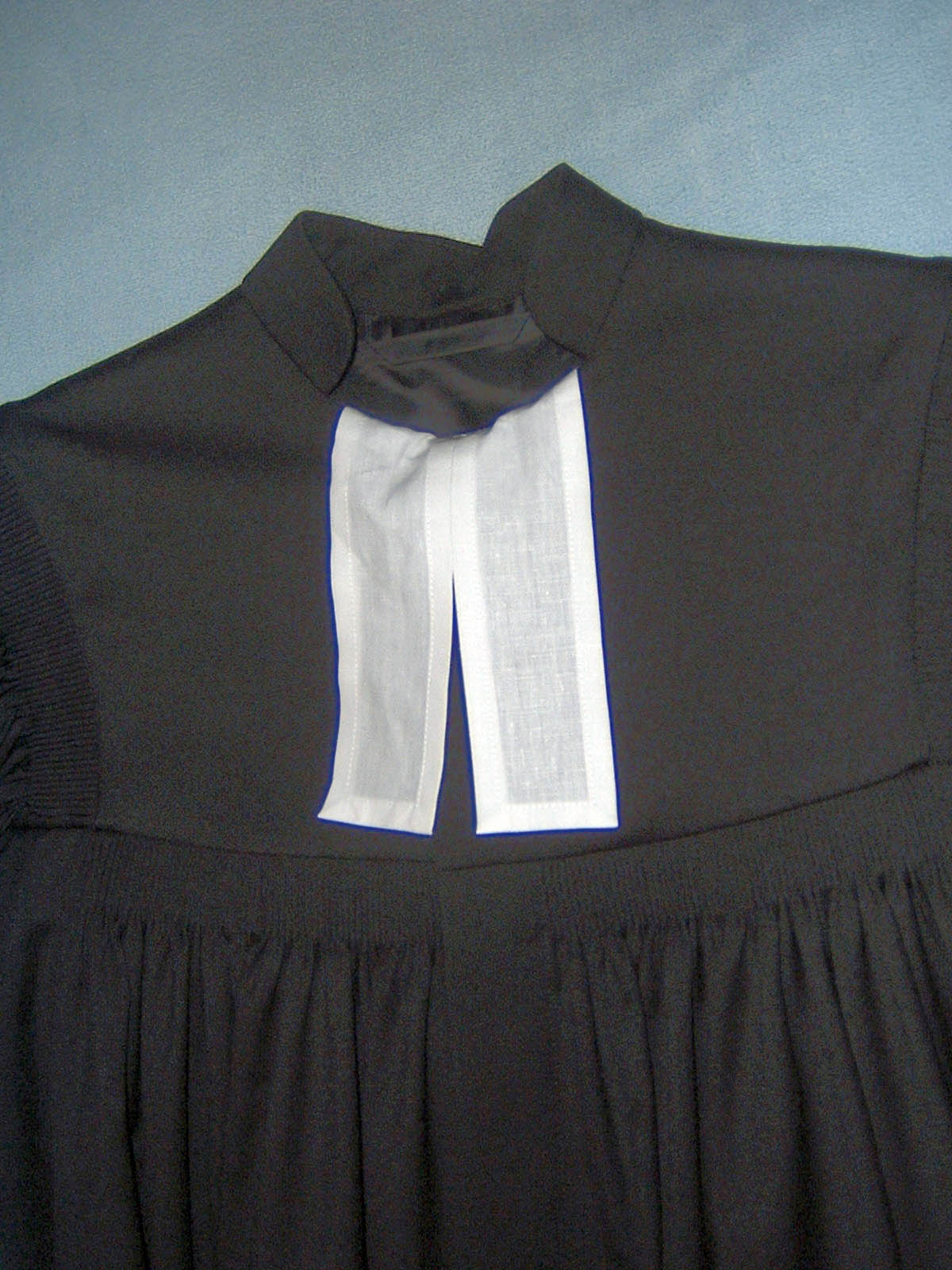
Halbzusammengenähtes Beffchen (uniert)

Wie im gesamten deutschen Sprachraum ist auch in Baden der schwarze Talar mit weißem Beffchen die Amtstracht der evangelischen Geistlichen. Das Beffchen besteht aus zwei Streifen weißen Stoffes, die je nach Konfession des Geistlichen auseinandergehen/gespreizt (lutherisch), zusammengenäht (reformiert) bzw. halbzusammengenäht (uniert) sind. Der Talar wird in Baden von Pfarrerinnen und Pfarrern als Amtstracht getragen und darf auch von Prädikantinnen und Prädikanten während ihres Dienstes bei der Gestaltung eines Gottesdienstes getragen werden.
Während bei Geistlichen unierter Kirchen außerhalb Badens die Streifen in der oberen Hälfte fest miteinander verbunden sind, in der unteren jedoch nicht, besteht in der Evangelischen Landeskirche in Baden ein Unterschied. Hier sind die beiden Streifen unverbunden, aber leicht überlappend angeordnet, so dass es sich beim Tragen etwa in der Mitte aufspaltet.

## Leitung der Landeskirche
An der Spitze der Evangelischen Landeskirche in Baden steht der Landesbischof (bis 1933 „Prälat“, dem seinerzeit noch ein „Präsident des Oberkirchenrats“ zur Seite stand), der von der Landessynode gewählt wird. Seine Amtszeit war bis 2012 grundsätzlich auf Lebenszeit. In der Regel ging der Landesbischof aber nach Vollendung seines 65. Lebensjahres in den Ruhestand, so dass ein neuer Landesbischof gewählt werden musste. Im Oktober 2012 beschloss die Landessynode die Amtszeit des Landesbischofs zukünftig auf 12 Jahre zu beschränken ohne die Möglichkeit einer Wiederwahl. Diese Regelung wurde erstmals mit der Bischofswahl im Juli 2013 angewandt.

### Geistliche Leiter der Landeskirche (Prälaten bis 1933 und Landesbischöfe seit 1933)
- 1819–1826: Johann Peter Hebel
- 1826–1828: Johannes Bähr
- 1829–1853: Ludwig Hüffell
- 1853–1861: Carl Christian Ullmann
- 1861–1877: Karl Julius Holtzmann
- 1877–1895: Karl Wilhelm Doll
- 1895–1900: Friedrich Wilhelm Schmidt
- 1900–1903: Albert Helbing
- 1904–1909: Friedrich Karl Oehler
- 1909–1924: Ludwig Schmitthenner
- 1924–1945: Julius Kühlewein
- 1945–1964: Julius Bender
- 1964–1980: Hans-Wolfgang Heidland
- 1980–1998: Klaus Engelhardt
- 1998–2014: Ulrich Fischer
- 2014–2022: Jochen Cornelius-Bundschuh
- Seit April 2022 Heike Springhart

### Weltliche Leiter (Direktoren bis 1881 und Präsidenten des Evangelischen Oberkirchenrats bis 1933)
- 1814–1821: Karl Friedrich Eichrodt
- 1821–1830: Ludwig Georg Winter
- 1803–1832: Franz Freiherr Rüdt von Collenberg-Eberstadt
- 1832–1843: Eberhard Friedrich von Berg
- 1843–1846: Karl August Baumüller
- 1846–1849: Karl Ludwig Böhme
- 1849–1856: Wilhelm von Wöllwarth
- 1856–1860: Carl Christian Ullmann
- 1860–1881: August Nüsslin
- 1881–1895: Ludwig von Stösser
- 1895–1903: Friedrich Christian Wilhelm Wielandt
- 1903–1914: Albert Helbing
- 1915–1920: Eduard Uibel
- 1920–1924: Ludwig Muchow
- 1924–1933: Klaus Wurth

## Landessynode
Als „Parlament“ hat die Landeskirche eine Landessynode. Deren Mitglieder, die Synodale, werden von den Synodalen der 24 Bezirkssynoden gewählt, also nicht direkt von den Gemeindegliedern, wie in Württemberg. Sie tagt zweimal im Jahr im „Haus der Kirche – Evangelische Akademie Baden“ in Bad Herrenalb. Ihre Aufgaben sind ähnlich wie die von politischen Parlamenten.
Vorsitzender der Landessynode ist der Präsident der Synode. Den Vorsitz hatte von 1996 bis 2014 die Rechtsanwältin Margit Fleckenstein. Als Nachfolger hat das Kirchenparlament Axel Wermke gewählt, der seit 1990 Landessynodaler und seit 2010 Präsidiumsmitglied ist.

## Verwaltung der Landeskirche

### Oberkirchenrat und Verwaltungshierarchie

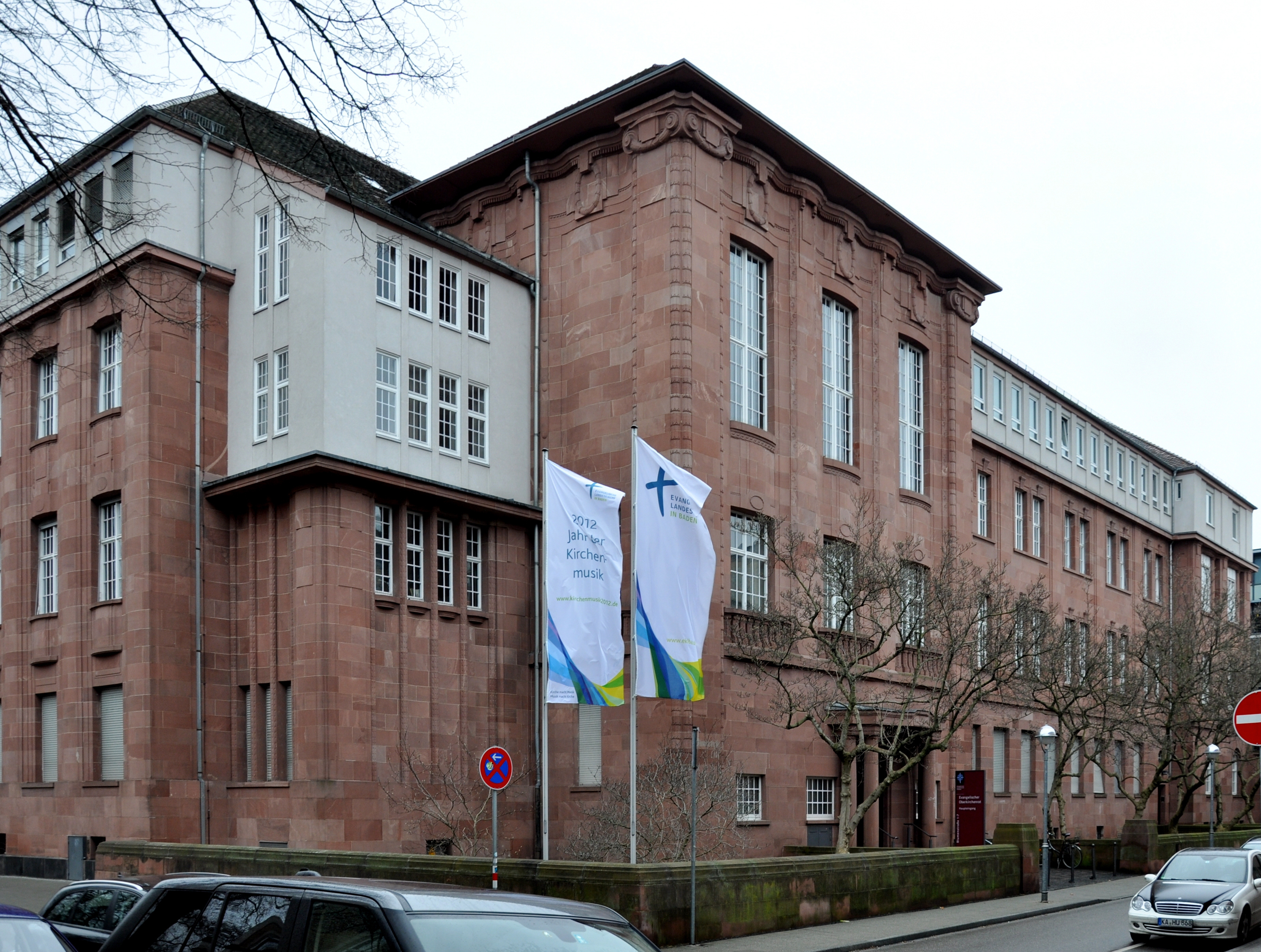
Sitz in Karlsruhe, errichtet 1905–1908 von Curjel & Moser, 1954 aufgestockt

Der Landesbischof hat seinen Amtssitz in Karlsruhe. Er ist zum einen Vorsitzender des Oberkirchenrats, also des ständigen Leitungsgremiums der Kirche („Regierung“ der Kirche), der wöchentlich tagt. Ihm gehören die Leiter der jeweiligen Abteilungen der Kirchenverwaltung (die verwirrenderweise den Titel Oberkirchenrat führen) und die beiden Prälaten an, Letztere jedoch nur beratend. Ferner ist der Landesbischof Vorsitzender des Landeskirchenrats, einer Art Ausschuss der Landessynode, welchem das Kollegium des Oberkirchenrats, die Synodalpräsidentin, die beiden Prälaten und weitere zwölf gewählte Mitglieder der Synode angehören. Dieses Gremium tagt ein Mal im Monat. Die Mitarbeiter des Kollegiums Oberkirchenrat verwalten die Landeskirche im Oberkirchenrat, also der Verwaltungsbehörde der Landeskirche. Damit hat der Begriff Oberkirchenrat seine dritte Bedeutung.
In der Verwaltungshierarchie baut sich die Landeskirche laut § 5 Grundordnung ausdrücklich von unten nach oben auf, und zwar wie folgt:
An der Basis stehen die Pfarrgemeinden. Sind sie als Körperschaften des öffentlichen Rechts rechtsfähig, heißen sie Kirchengemeinden. Andernfalls bilden mehrere rechtlich unselbständige Pfarrgemeinden zusammen eine gemeinsame Kirchengemeinde. Die Pfarrgemeinde wird geleitet von einem gewählten Ältestenkreis. Ist die Pfarrgemeinde gleichzeitig Kirchengemeinde, heißt der Ältestenkreis auch Kirchengemeinderat, bilden dagegen mehrere Pfarrgemeinden die Kirchengemeinde, existieren mehrere Ältestenkreise, deren Vertreter den gemeinsamen Kirchengemeinderat bilden.
Mehrere Kirchengemeinden bilden zusammen einen Kirchenbezirk (in der allgemeinen Verwaltung einem Landkreis vergleichbar), an dessen Spitze ein Dekan steht. Deshalb heißt der Kirchenbezirk auch Dekanat. Die Kirchenbezirke sind ebenfalls Körperschaften des öffentlichen Rechts und haben als Gremium die Bezirkssynode, deren Mitglieder von den jeweiligen Ältestenkreisen bestellt werden. Daneben existiert ein Bezirkskirchenrat, der aus Dekan, Schuldekan und entsandten Synodalen besteht. Der Bezirkskirchenrat erledigt die tägliche Verwaltungsarbeit und entscheidet über Rechtsbehelfe gegen Beschlüsse der Ältestenkreise.
Mehrere Kirchenbezirke bilden zusammen den Kirchenkreis (in der allgemeinen Verwaltung einem Regierungsbezirk vergleichbar), an dessen Spitze der Prälat steht (daher auch Prälatur genannt). Die Landeskirche besteht aus zwei solcher Kirchenkreise. Diese Verwaltungsebene hat kein Gremium und ist nicht rechtsfähig.
Der Kirchenkreis Nordbaden wird von Prälatin Heide Reinhard, der Kirchenkreis Südbaden von Prälat Marc Witzenbacher geleitet.

### Kirchenkreise
Die Kirchenkreise sind Nordbaden mit Sitz in Schwetzingen und Südbaden mit Sitz in Freiburg im Breisgau. Von 1969 bis 2003 gab es einen weiteren Kirchenkreis Mittelbaden mit Sitz in Ettlingen; dieser wurde im Zeichen von Sparmaßnahmen aufgelöst. Die Prälaten unterstützen den Landesbischof in der geistlichen Leitung der Gemeinden und der Pfarrer. Sie können in den Gemeinden ihres Kirchenkreises Gottesdienste und andere Versammlungen halten. Ihre Tätigkeit ist nicht so weit ausgedehnt wie in Württemberg.
Das heutige Amt des Prälaten wurde erst nach 1945 eingeführt. Die früheren Prälaten hatten leitende Funktionen der gesamten Landeskirche, was heute dem Landesbischof obliegt.

### Kirchenbezirke
Die beiden Kirchenkreise gliedern sich in insgesamt 24 Kirchenbezirke, die deckungsgleich mit den Dekanaten sind. Die Kirchenbezirke sind Körperschaften des öffentlichen Rechts und können als solche Träger von Einrichtungen sein und selbst Mitarbeiter anstellen.
- Kirchenkreis Nordbaden (Sitz: Schwetzingen):[13]
  - Adelsheim-Boxberg (Sitz: Rosenberg)
  - Badischer Enzkreis (Sitz: Neulingen; bis 15. Februar 2020 Pforzheim-Land)[14]
  - Bretten-Bruchsal (Sitz: Bretten, seit 1. Januar 2015, früher Bretten und Karlsruhe-Land)
  - Heidelberg
  - Karlsruhe
  - Karlsruhe-Land (Sitz: Ettlingen, seit 2014, früher Alb-Pfinz und Karlsruhe-Land)
  - Kraichgau (Sitz: Sinsheim; entstanden am 1. Januar 2005 durch Vereinigung der Kirchenbezirke Eppingen/Bad Rappenau und Sinsheim)
  - Mannheim
  - Mosbach
  - Neckar-Bergstraße (Sitz: Weinheim, vormals Kirchenbezirk Ladenburg-Weinheim)
  - Neckargemünd-Eberbach (Sitz: Eberbach)
  - Pforzheim-Stadt
  - Südliche Kurpfalz (Sitz: Wiesloch; entstanden am 1. April 2008 durch Vereinigung der Kirchenbezirke Schwetzingen und Wiesloch)
  - Wertheim
- Kirchenkreis Südbaden (Sitz: Freiburg im Breisgau):[13]
  - Baden-Baden und Rastatt (Sitz: Baden-Baden)
  - Breisgau-Hochschwarzwald (Sitz: Bad Krozingen)
  - Emmendingen
  - Freiburg
  - Hochrhein (Sitz: Waldshut-Tiengen)
  - Konstanz
  - Markgräflerland (Sitz: Lörrach)
  - Ortenau (Sitz zurzeit wechselnd in Offenburg, Kehl und Lahr; entstanden am 1. April 2008 durch Vereinigung der Kirchenbezirke Kehl, Lahr und Offenburg)
  - Überlingen-Stockach (Sitz: Überlingen)
  - Villingen

### Kirchengemeinden
Die 24 Kirchenbezirke sind in ca. 458 Kirchengemeinden unterteilt (2024). Diese Zahl war bei Bildung der Kirchengemeinden wohl etwas geringer. Im Laufe der folgenden Jahre hat sich die Zahl jedoch erhöht, indem meist in Städten durch Zuzüge die Kirchengemeinden so groß wurden, dass man sie aufteilte und damit neue Kirchengemeinden entstanden. Darüber hinaus entstanden nach dem Zweiten Weltkrieg auch in bislang überwiegend katholischen Gebieten durch Zuzüge von Protestanten neue Kirchengemeinden, deren Gebiet sich gelegentlich auch auf mehrere Orte erstrecken kann.
In Einzelfällen – insbesondere in Städten – wurden inzwischen kleinere Kirchengemeinden (wieder) zu größeren Gemeinden zusammengelegt. Nachdem das Interesse der Gemeindeglieder an der Kirche bzw. kirchlichen Strukturen schwindet, dürfte es auch weiterhin zu Zusammenschlüssen von Kirchengemeinden kommen, so dass sich deren Zahl weiter verringern dürfte.

## Einrichtungen
Die Evangelische Landeskirche in Baden unterhält verschiedene Einrichtungen, Institute und Zentren:
- Hochschule für Kirchenmusik Heidelberg
- Evangelische Akademie Baden – Bad Herrenalb
- Zentrum für Seelsorge – Heidelberg
- RPI – Religionspädagogisches Institut der Evangelischen Landeskirche in Baden – Karlsruhe
- Zentrum für Kommunikation (ZfK)
- Evangelisches Archiv Baden und Württemberg
- Landeskirchliche Bibliothek in Karlsruhe

## Gerichtsbarkeit
Für Streitigkeiten im Bereich der kirchlichen Verwaltung ist der „Verwaltungsgerichtshof der Evangelischen Landeskirche in Baden“ mit Sitz in Karlsruhe errichtet. Das Gericht ist mit fünf Mitgliedern besetzt. Vorsitzender und zwei Beisitzer müssen die Befähigung zum Richteramt besitzen, ein Beisitzer muss Pfarrer der Landeskirche sein. Die Mitglieder werden vom Landeskirchenrat auf acht Jahre gewählt. Das Kirchliche Verwaltungsgerichtsgesetz kennt Anfechtungs-, Verpflichtungs-, Feststellungs- und Leistungsklagen sowie Streitigkeiten kirchlicher Körperschaften. Über Revisionen und Beschwerden entscheidet der Verwaltungsgerichtshof der Union Evangelischer Kirchen.
Über Disziplinarsachen gegen Pfarrer und Kirchenbeamte entscheidet die Disziplinarkammer, deren Mitglieder ebenfalls vom Landeskirchenrat berufen werden. Das Verfahren richtet sich nach dem Disziplinargesetz der EKD in Verbindung mit dem Ausführungsgesetz der Landeskirche. Zweite Instanz ist der Kirchengerichtshof der Evangelischen Kirche in Deutschland, unierter Senat.
Für Streitigkeiten auf dem Gebiet des Mitarbeitervertretungsgesetzes ist eine kirchengerichtliche Schlichtungsstelle eingerichtet. In zweiter Instanz entscheidet auch hier der Kirchengerichtshof der Evangelischen Kirche in Deutschland, Senate für mitarbeitervertretungsrechtliche Streitigkeiten.

## Gesangbücher
Die Gemeinden der Evangelischen Landeskirche in Baden singen bzw. sangen in den letzten Jahrzehnten vor allem aus folgenden Gesangbüchern:
- Christliches Gesangbuch zur Beförderung der öffentlichen und häuslichen Andacht für die evangelisch-protestantische Kirche im Großherzogthum Baden, Karlsruhe, 1837; eingeführt mit Synodalrecess vom 26. Mai 1835 Ausgabe Geiger, Lahr 1860, online in der Google-Buchsuche
- Gesangbuch für die evangelisch-protestantische Kirche des Großherzogtums Baden bzw. mit dem späteren Titel „Gesangbuch für die evangelisch-protestantische Kirche in Baden“, Lahr, 1883; eingeführt auf Anordnung des Evang. Ober-Kirchenrats vom 24. Nov. 1882; später wurde ein Anhang beigefügt; nach 1945 wurde ein weiterer Anhang mit 56 Liedern beigefügt (6. Auflage, Lahr 1900 im Internet Archive)
- Evangelisches Kirchengesangbuch, Ausgabe für die Vereinigte Evangelisch-protestantische Landeskirche Badens; eingeführt durch Beschluss der Landessynode vom 27. April 1951 zum Reformationsfest 1951
- Evangelisches Gesangbuch, Ausgabe für die Evangelische Landeskirche in Baden und pour l’Eglise de la Confession d’Augsbourg d’Alsace et de Lorraine (ECAAL) und pour l’Eglise Reformée d’Alsace et de Lorraine (ERAL), Karlsruhe 1995; eingeführt am 1. Advent 1995. Der regionale Liedteil wurde zusammen mit der Evangelischen Kirche der Pfalz überarbeitet.
- Wo wir dich loben, wachsen neue Lieder; dieses Liederbuch ergänzt seit dem 1. Advent 2018 das Evangelische Gesangbuch, es wurde zusammen erarbeitet von Mitarbeitern der Landeskirchen der Pfalz, Elsass-Lothringens, Badens und Württembergs[15]

## Unternehmensbeteiligungen / Medien
- Evangelischer Rundfunkdienst Baden
- dessen Tochter ERB Medien

## Schließungen von Kirchen

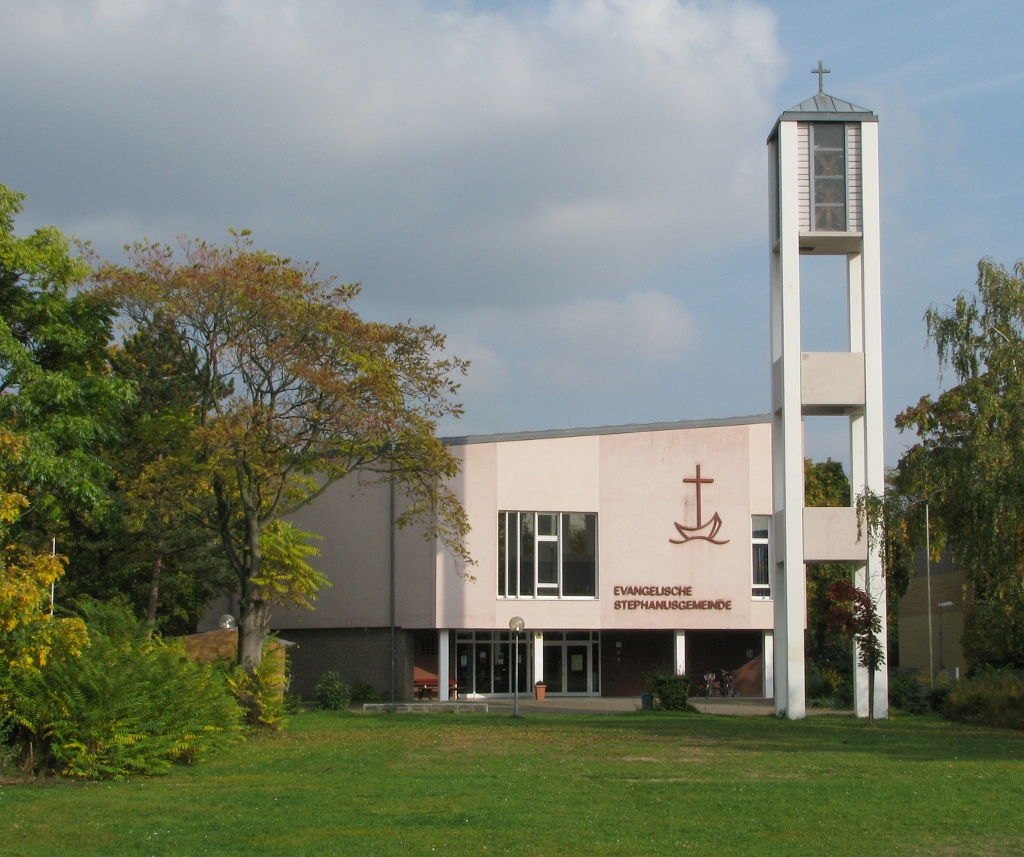
Stephanuskirche in Mannheim, 2011 entwidmet

Zu den in der jüngeren Geschichte geschlossenen, entwidmeten oder umgewidmeten Kirchen gehören folgende Gotteshäuser:
- Freiburg im Breisgau, Lutherkirche: 1953 wurde die zerstörte Kirche ersetzt, 2016 entwidmet, Umbau zum Hörsaal
- Karlsruhe, Stadtteil Nordweststadt, Jakobuskirche: 1970 eingeweiht, 2017 entwidmet und abgerissen
- Karlsruhe, Stadtteil Nordweststadt, Petruskirche: 1961 eingeweiht, 2014 entwidmet und abgerissen, Neubau als Petrus-Jakobus-Kirche
- Mannheim, Kreuzkirche: 1956–68 erbaut, 2011 entwidmet, 2012 abgerissen[16]
- Mannheim, Stadtteil Neuostheim, Thomaskirche: 1949/50 erbaut, 2009 Wasserschaden, Gemeinde seit 2010 in der St. Pius zu Gast, diese seit April 2022 offiziell Ökumene-Kirche und jene daher Kategorie-C-Kirche, d. h. keine Gelder mehr für Erhalt[17][18]
- Mannheim, Stadtteil Rheinau, Immanuelkirche: 1982 eingeweiht, 2010 verkauft, 2011 entwidmet, 2012 abgerissen[19]
- Mannheim, Stadtteil Sandhofen, Jakobuskirche: 1965–69 erbaut, 2010 geschlossen
- Mannheim, Stadtteil Schönau, Stephanuskirche: 1965–67 erbaut, 2011 entwidmet, Nachnutzung offen
- Schwörstadt, Michaeliskirche: 1958 erbaut, 2024 entwidmet
- St. Blasien, Stadtteil Menzenschwand, Erlöserkirche: 1978 von der katholischen Kirche übernommen und eingeweiht, 2013 entwidmet, verkauft[20]
- Villingen, Lukaskirche: 2023 entwidmet[21]
- Waghäusel, Friedenskirche: 2005 entwidmet, wird durch Förderverein unterstützt[22]
- Weinheim, Lukaskirche: um 1977 erbaut, 2013 entwidmet, Abriss geplant[23]